# Mr. Freeman
Mr. Freeman é uma websérie animada russa com o nome de seu personagem principal. A série apareceu no YouTube em 21 de setembro de 2009 e obteve considerável popularidade na Runet. O conteúdo principal da série são monólogos que criticam duramente o estilo de vida do homem moderno. Em maio de 2017, foram publicados 22 episódios, com um total de 37 envios para o canal. O número total de visualizações é superior a 76 milhões.
Os primeiros cinco episódios foram dublados pelo ator russo Vadim Demchog. Em 14 de novembro de 2010, Demchog anunciou oficialmente sua relação imediata com o projeto. Depois disso, a produção de novos episódios cessou temporariamente, mas em 11 de janeiro de 2011 um novo vídeo foi lançado. Desde o episódio "Eu?" Vadim Demchog dubla a série novamente.
Sabe-se também que um animador Pavel Muntyan trabalhou na primeira série.
Acredita-se que um possível protótipo da série seja o personagem principal de "Franky-show", transmitido de 2003 a 2011 na Silver Rain Radio, que também é apelidado por Vadim Demchog, e o roteirista de alguns episódios é Pavel Muntyan. Muitos episódios do programa foram transferidos para o desenho animado, por exemplo, o texto do final do episódio "Franky-show. Cicciolina" é quase completamente idêntico ao terceiro episódio de Mr. Freeman "Part 03. Me venderá caro".
Em junho de 2018, o Sr. Freeman anunciou a fundação do Estado Virtual de Freeland.

## Sinopse geral e assunto
A série animada contém muitos símbolos e dicas. Por exemplo, Freeman pode aparecer como uma forma contendo os traços estereotipados de alguns indivíduos ou grupos sociais específicos (por exemplo, enquanto diz "coloquei tudo sob minha vontade", Freeman está em pé sobre um pedestal com um chapéu bicorne, segurando a mão no nível do peito). Há também quadros ocultos na série, que contêm elementos de uma imagem maior. Além disso, há detalhes, insignificantes à primeira vista, como números 21.12.12 em que o ECG se transforma no primeiro episódio, que são a data estimada de conclusão da era atual de acordo com o calendário maia. Esses e muitos outros detalhes nutrem muitas versões sobre a identidade de Freeman e seus objetivos.

## Dublagens
No final de 2010 e no início de 2011, traduções de dois episódios da série animada apareceram na Internet, no idioma inglês e ucraniano e cazaque. A dublagem inglesa e cazaque foi feita com o lançamento do ator cazaque Bulat Dzhumashev. Em 2015, quatro episódios foram traduzidos para o inglês (a maioria dos episódios) e publicados no YouTube, com a voz do ator americano Scott Greer, adotado por Michael Mennies e Jeffrey Hylton.

## Lista de episódios
| Parte # | Data                    | Tagline original (em russo)                            | Tagline traduzida                                         | Legendas disponíveis                   | Dublagens disponíveis    | Link                |
| ------- | ----------------------- | ------------------------------------------------------ | --------------------------------------------------------- | -------------------------------------- | ------------------------ | ------------------- |
| 00      | 21 de setembro de 2009  | А ты уверен в том, кто ты такой, и что ты существуешь? | Você tem certeza de quem você é e que você existe?        | Russo, inglês, alemão, grego, hebraico | Russo, inglês, ucraniano | Parte 00 no YouTube |
| 64      | 6 de outubro de 2009    | Где угодно и когда угодно...                           | Em qualquer lugar e a qualquer hora ...                   | Russo, inglês, grego, hebraico         | Russo, inglês, ucraniano | Parte 64 no YouTube |
| 63      | 21 de outubro de 2009   | Ты слишком блондин!                                    | Você é loiro demais!                                      | Russo, inglês, grego, hebraico         | Russo, inglês, ucraniano | Parte 63 no YouTube |
| 03      | 17 de novembro de 2009  | Продамся дорого                                        | Me vender caro                                            | Inglês, grego, hebraico                | Russo, inglês, ucraniano | Parte 03 no YouTube |
| 04      | 20 de dezembro de 2009  | «Плодитесь, коровы, жизнь коротка» © ГГМ               | “Vá em frente e multiplique, vacas, a vida é curta” © GGM | Inglês, grego, hebraico                | Russo, inglês, ucraniano | Parte 04 no YouTube |
| 05      | 30 de dezembro de 2009  | Новый год?                                             | Ano Novo?                                                 | Inglês, grego, hebraico                | Russo, inglês, ucraniano | Parte 05 no YouTube |
| 06      | 15 de fevereiro de 2010 | Местоимение Я пишется с большой буквы!                 | "Eu" é escrito com letra maiúscula                        | Russo, inglês, grego, hebraico         | Russo, inglês, ucraniano | Parte 06 no YouTube |
| 58      | 27 de fevereiro de 2010 | Что стало с твоей мечтой?                              | O que aconteceu com o seu sonho?                          | Inglês, grego, hebraico                | Russo, inglês, ucraniano | Parte 58 no YouTube |
| 57      | 22 de março de 2010     | Что из себя представляют твои знания?                  | Qual é o seu conhecimento?                                | Inglês, grego, hebraico                | Russo, inglês, ucraniano | Parte 57 no YouTube |
| 49      | 30 de março de 2010     | Глубокое погружение. Итак, начнем...                   | Imersão profunda. Vamos começar...                        | Inglês, grego, hebraico                | Russo, inglês, ucraniano | Parte 49 no YouTube |
| 24      | 7 de julho de 2010      | Что есть ваш бог?                                      | Qual é o seu deus?                                        | Inglês, grego, hebraico                | Russo, inglês, ucraniano | Parte 24 no YouTube |
| 32      | 20 de setembro de 2010  | Раз в тысячу лет                                       | Uma vez em mil anos                                       | Inglês, grego, hebraico                | Russo, inglês, ucraniano | Parte 32 no YouTube |
| 40      | 11 de janeiro de 2011   | Здравствуй, социальная шизофрения!                     | Bem-vindo à esquizofrenia social!                         | Inglês, grego, hebraico                | Russo, inglês, ucraniano | Parte 40 no YouTube |
| 48      | 31 de janeiro de 2011   | Я?                                                     | Eu?                                                       | Inglês, grego, hebraico                | Russo, inglês, ucraniano | Parte 48 no YouTube |
| 09      | 28 de junho de 2011     | И чо?                                                  | E daí?                                                    | Inglês, grego, hebraico                | Russo, inglês, ucraniano | Parte 09 no YouTube |
| 01      | 11 de outubro de 2011   | Открытое письмо Президенту                             | Uma carta aberta ao presidente                            | Grego                                  | Russo, inglês, ucraniano | Parte 01 no YouTube |
| 02      | 10 de novembro de 2011  | А ты игрок?                                            | Você é um jogador?                                        | Inglês, grego, hebraico                | Russo, inglês, ucraniano | Parte 02 no YouTube |
| 62      | 6 de março de 2012      | Обратного пути уже нет!                                | Não há retorno!                                           | Russo, inglês, grego, hebraico         | Russo, inglês            | Parte 62 no YouTube |
| 61      | 16 de agosto de 2012    | Мантра: Чёрный Бог и Белый Бог                         | Mantra: Deus Negro e Deus Branco                          | Inglês, grego, hebraico                | Russo, inglês            | Parte 61 no YouTube |
| 60      | 3 de junho de 2014      | Покупательная способность                              | Capacidade de compra                                      | Russo, inglês, grego                   | Russo                    | Parte 60 no YouTube |
| 59      | 18 de maio de 2017      | Совесть                                                | Consciência                                               | Russo, inglês, francês, grego, polonês | Russo                    | Parte 59 no YouTube |
| 07      | 14 de março de 2018     | Ода                                                    | Ode                                                       | Russo, inglês, grego                   | Russo                    | Parte 07 no YouTube |

### Perguntas em vídeo
| Parte # | Data                   | Tagline original (em russo)                      | Tagline traduzida                                                               | Link              |
| ------- | ---------------------- | ------------------------------------------------ | ------------------------------------------------------------------------------- | ----------------- |
| 15-001  | 2 de agosto de 2011    | Какая валюта самая главная?                      | Qual moeda é a mais importante?                                                 | 15-001 no YouTube |
| 15-823  | 9 de agosto de 2011    | А кто ты на самом деле?                          | Quem você realmente é?                                                          | 15-823 no YouTube |
| 15-821  | 16 de agosto de 2011   | Кто из вас никогда не брал чужого?               | Qual de vocês nunca roubou?                                                     | 15-821 no YouTube |
| 15-809  | 23 de agosto de 2011   | А ты замечаешь перемены?                         | Você percebe as mudanças?                                                       | 15-809 no YouTube |
| 15-811  | 30 de agosto de 2011   | А ты мне веришь?                                 | Você confia em mim?                                                             | 15-811 no YouTube |
| 15-797  | 6 de setembro de 2011  | Осознание своего рабства — первый шаг к свободе! | O reconhecimento de sua própria escravidão é o primeiro passo para a liberdade! | 15-797 no YouTube |
| 15-019  | 13 de setembro de 2011 | Проведём эксперимент?                            | Vamos fazer uma experiência?                                                    | 15-019 no YouTube |
| 15-029  | 20 de setembro de 2011 | А вы рожать собираетесь?                         | Você vai dar à luz?                                                             | 15-029 no YouTube |
| 15-313  | 27 de setembro de 2011 | А чем балуешься ты?                              | O que você aceita?                                                              | 15-313 no YouTube |
| 15-031  | 4 de outubro de 2011   | А ты хочешь чтобы Я стал богатым?                | Você quer que eu fique rico?                                                    | 15-031 no YouTube |

### Outras aparições
| Data                   | Tagline original (em russo)                                   | Tagline traduzida                                                 | Link                                                                 |
| ---------------------- | ------------------------------------------------------------- | ----------------------------------------------------------------- | -------------------------------------------------------------------- |
| 23 de junho de 2010    | Mr. Freeman — выступление на Трансперсональном Конгрессе 2010 | Mr. Freeman na 17ª Conferência Internacional Transpessoal de 2010 | Mr. Freeman — выступление на Трансперсональном Конгрессе 2010        |
| 31 de março de 2011    | MF Moscow City Walk                                           | MF Caminhando pela Cidade de Moscou                               | MF Moscow City Walk no YouTube                                       |
| 12 de agosto de 20122  | Монолог с презентации 12 августа 2012                         | Apresentação do monólogo do Mr. Freeman 12 de agosto de 2012      | (audio) Apresentação do monólogo do Mr. Freeman 12 de agosto de 2012 |
| 21 de dezembro de 2012 | 00:00:00                                                      | 00:00:00                                                          | 00:00:00 no YouTube                                                  |
| 22 de abril de 2018    | MF Ode, Making Of                                             | MF Ode, Making Of                                                 | MF Ode, Making Of no YouTube                                         |

## Prêmios
- Em 15 de abril de 2010, em Berlim, a nível internacional Weblog competição The Best of Blogs do blog "Mr. Freeman" foi eleito o Melhor Videoblog..[14]

## Fatos
- Todos os episódios, com exceção da Parte 0, possuem dois quadros idênticos contendo uma parte oculta de algum quebra-cabeça.[4]
- Em 31 de março de 2011, às 18:30, no site oficial do Mr. Freeman, foi publicado o vídeo intitulado "MF Moscow City walk" (em português: "MF caminhando pela cidade de Moscou") em que Mr. Freeman arranca o coração do edifício Mirax-Plaza Russia e coloca ele em seu peito. Ao mesmo tempo, o Grupo Mirax desligou o coração de 10 metros, que estava batendo naquele prédio há dois anos, como parte de uma campanha publicitária para divulgar o Mirax Plaza, com o slogan "O coração da cidade".

## Discursos
- Em 31 de maio de 2010 em Moscou fez a estréia da parte 49 em 3, Bolotnaya naberezhnaya, com o apoio de «Cyberbrothers».[15]
- Em 15 de junho de 2010, o Sr. Freeman apareceu na televisão. Os episódios são transmitidos no canal 2x2 todas as segundas e sextas à meia-noite.
- Em 23 de junho de 2010, no 17º congresso transpessoal,[16] foi organizada uma apresentação de boas-vindas aos membros do congresso por Mr.Freeman.

## References
1. ↑  Yuliya Eydel (5 de janeiro de 2010). «Умница Mr. Freeman» [Clever Mr. Freeman] (em russo). Частный Корреспондент. Consultado em 9 de agosto de 2011
2. ↑  Semyon Kvasha (6 de novembro de 2009). я не проповедник, я голос [i'm not a preacher, i am voice] (em russo). F5. Consultado em 9 de agosto de 2011
3. ↑  «mrfreeman0 YouTube profile on Social Blade». Social Blade. Consultado em 22 de maio de 2017
4. 1 2  Передача "Попутчики" / Воскресенье, 14.11.2010: Вадим Демчог (em russo). Радиостанция «Эхо Москвы». 14 de novembro de 2010. Consultado em 9 de agosto de 2011
5. ↑  Sergey Yefimov (16 de novembro de 2010). Мистер Фримен: "Что ты сотворил, кроме г…на?!" [Mr. Freeman: "What have you created but shit?"] (em russo). Комсомольская правда. Consultado em 9 de agosto de 2011
6. ↑  Letter of the general director of Silver Rain Radio LLC, D. V. Savitsky
7. ↑  Franky-show, August 9 on the official blog of Palev Muntyan
8. ↑  Where does Mr. Freeman come from (Franky-show, 2006)
9. ↑  Mr. Freeman, part 3
10. ↑  Mr. Freeman, part 0
11. ↑  Mr. Freeman in the Ukrainian language
12. ↑  Видеоролики MF on the official website
13. ↑  В число лучших блогов в мире вошли три русскоязычных дневника
14. ↑  Urgent! Mister Freeman's address - aired by CyberBrothers
15. ↑  The 17th International Transpersonal Conference "Consciousness Revolution: Transpersonal Discoveries That Are Changing the World", Moscow, June 23 - 27, 2010